# Akdal MKA 1919半自動霰彈槍
Akdal MKA 1919是一種由土耳其Akdal Arms製造和生產的氣動式半自動散彈槍，其外型是仿自美國的M16A2自動步槍，並以打入本土的執法部門或民用市場為目標。

## 設計
有別於一般的霰彈槍，Akdal MKA 1919經過人體工學設計，槍身是採用現代的塑料和聚合物做成，因此相當輕巧。
Akdal MKA 1919採用氣動式運作，配可裝5發霰彈的可拆式彈匣，彈匣釋放鈕、射擊選擇鈕、護木等與M16A2的非常相似，但機匣較長，槍托並非和M16般使用直托設計，拉機柄直接連至槍機，改為配類似M16A4的可拆式提把，因此它也可通過導軌加裝各種瞄準具。

## 使用國
- 土耳其
- 俄羅斯[1]